# بلقان (تشاراويماق)
بلقان (بالفارسية: بلقان) هي منطقة سكنية تقع في قسم ورقه الريفي في إيران. يقدر عدد سكانها بـ 97 نسمة .